# Future Games (entreprise)
Pour les articles homonymes, voir Future Games.
Future Games est un studio tchèque de développement de jeux vidéo fondé en 1996 et disparu en septembre 2011, spécialisé dans les jeux d'aventure en point & click pour PC.
Son fondateur et directeur était Martin Malik, et son directeur financier était Marcel Špeta depuis 1999. Le 19 juin 1999, le studio a changé de forme juridique en devenant une société à responsabilité limitée. Depuis cette date, Future Games est officiellement devenu Future Games s.r.o.. À son apogée, la société a employé jusqu'à 22 développeurs.

## Historique

### Premières années
Martin Malik fonde le studio Future Games en 1996 pour pouvoir lancer le développement d'un jeu imaginé par lui-même et qu'un autre studio de développement venait de refuser. Le nom de « Future Games » est choisi dans l'optique d'adopter « un nom qui sonne bien et qui ait un lien évident avec les jeux ». Le nom n'a donc pas été choisi par clin d'œil à l'album de Fleetwood Mac de 1971 lui aussi intitulé Future Games.
Dans ses premières années, Future Games développe uniquement des jeux destinés à être vendus en République tchèque et en Slovaquie. En 1998, Future Games sort Boovie, qui est une reprise d'un ancien jeu de logique de la société tchèque KVL Software Production. Le studio sort Posel Bohů la même année, premier jeu d'aventure de Future Games, alors basé sur un moteur graphique 2D optimisé pour MS-DOS.
En 2001, Future Games commence le développement de The Black Mirror (Posel Smrti dans la version tchèque). Dès le début de la réalisation, Future Games souhaite que ce jeu soit vendu à l'international. La réalisation dure deux ans, et le jeu sort finalement en République tchèque en février 2003. Grâce à un nouveau gameplay en 2,5D (le jeu utilisant le moteur graphique AGDS), le jeu remporte un grand succès dans son pays et ne tarde pas à être traduit dans sept autres langues. Il sort ainsi dans la plupart des pays d'Europe ainsi qu'aux États-Unis, au Canada et au Mexique. Conforté par ce succès, Future Games a continué d'utiliser son moteur graphique AGDS pour le développement de ses jeux, en l'améliorant fréquemment.

### Ron Loo, le projet abandonné
En 2005, la jeune société a annulé un projet en cours de développement, en collaboration avec l'équipe Peregrius. Le jeu en question aurait dû s'appeler Ron Loo et le scénario se serait déroulé dans un monde fantastique. Ce projet a été abandonné du fait que certains personnages de l'aventure devaient parler deux langues imaginaires spécifiques de l'univers de Ron Loo, ce qui aurait nécessité un sous-titrage pour toutes les langues dans lequel le jeu aurait été vendu. Certains joueurs pouvant ne pas apprécier le sous-titrage, ce problème a fini par diviser les auteurs du scénario et les développeurs, les premiers voulant garder ces langages imaginaires, les autres voulant les supprimer pour éviter. Par ailleurs, le jeu contenait beaucoup de dialogues (que ce soit dans des langues imaginaires ou non), et Martin Malik confiait dans une interview en avril 2009 que cela posait aussi des problèmes de niveau économiques, la traduction de ces nombreux dialogues pour chaque pays dans lequel le jeu aurait dû être vendu ayant un coût non négligeable,. Dans une interview publiée en 2005, Martin Malik expliquait que d'autres problèmes étaient aussi à l'origine de cet abandon, sans toutefois les expliquer en détail.

### Le refus de réaliser Black Mirror 2
Après le succès du jeu The Black Mirror, beaucoup de joueurs souhaitaient une suite du jeu. L'éditeur allemand dtp entertainment a contacté Future Games pour s'enquérir du développement d'un second opus, que Future Games n'avait pas l'intention de réaliser. Future Games estimait que l'intrigue était terminée, et qu'il ne pouvait pas y avoir de suite. Par ailleurs, le studio ne voulait pas faire l'erreur d'exploiter excessivement un scénario à succès en réalisant une suite décevante, dans le simple but de remporter plus d'argent.
Cependant, dtp entertainment est revenu par la suite sur ce projet, en suggérant que le scénario d'un second volet soit réalisé par eux-mêmes (dtp entertainment), et que Future Games n'ait plus qu'à réaliser l'aspect technique. Future Games a alors accepté et a vendu les droits sur le jeu à dtp entertainment pour qu'ils puissent réaliser leur projet. Toutefois, lorsque l'éditeur allemand a fini l'élaboration du scénario comme prévu, ce n'est pas Future Games qui a été choisi pour développer le jeu, mais le studio Cranberry Production (filière de dtp Entertainment). Future Games n'a donc pas de lien avec le second opus de leur premier jeu vidéo.

## Jeux développés
Début 2009, Martin Malik confiait dans une interview que Future Games avait vendu environ 750 000 jeux dans le monde depuis sa création. The Black Mirror représentait alors les deux tiers des ventes avec environ 500 000 exemplaires vendus, tandis que NiBiRu représentait environ 200 000 ventes.
Future Games s'est aussi chargé des ventes du jeu Bonez Adventures (sorti en 2006) en République tchèque.
| Sortie    | Jeu                                     | Moteur AGDS     | Notes éventuelles |
| --------- | --------------------------------------- | --------------- | --- |
| 1998      | Boovie                                  | -               | En langue tchèque uniquement, c'est le seul jeu de la société qui n'est pas un jeu d'aventure. Il a été prévu que ce jeu soit porté sur Nintendo DS, mais cela ne s'est pas fait. |
| 1998      | Posel Bohů                              | -               | En langue tchèque uniquement. |
| 2003      | The Black Mirror                        | Version 1       | Premier jeu du développeur vendu à l'international, grand succès. |
| 2005      | Ni·Bi·Ru : Sur la piste des dieux Mayas | Version 2       | Les grandes lignes du scénario sont reprises de Posel Bohů. Les graphismes et la qualité de réalisation sont en revanche très différentes du jeu de 1998.                         |
| Abandonné | Ron Loo                                 |                 | |
| 2007      | Reprobates : Aux portes de la mort      | Version 3       | |
| 2009      | Tale of a Hero                          | Version 3 ou 4  | La version française est en anglais sous-titré français. |
| 2010      | Alter Ego                               | Versions 4 et 5 | N'est pas sorti en France. |

## Équipes collaboratrices

### Unknown Identity

Logo d'Unknown Identity

Lors de la réalisation de The Black Mirror et NiBiRu, Future Games s'est associé à trois collaborateurs tchèques indépendants (Zdenek Houb, Pavel Pekarek et Michal Pekarek), qui ne faisaient pas partie de l'équipe officielle de Future Games. Un logo représentant leur équipe sous le nom d'« Unknown Identity » a été ajouté sur les boîtes de ces deux jeux en plus du logo de Future Games, bien qu'Unknown Identity n'ait jamais eu de statut juridique d'entreprise.
Toutefois, le fait que deux logos apparaissent en plus de celui de l'éditeur a fini par créer la confusion chez les joueurs, les sites spécialisés et les journalistes. Ces derniers ont souvent écrit, à tort, qu'Unknown Identity était le studio de développement, tandis que Future Games était l'éditeur ou le « producteur ». Cette confusion se retrouve jusque dans le manuel de la première édition française du jeu The Black Mirror, dans lequel on peut lire « Développé par Unknown Identity, Produit par Future Games s.r.o. ». Dans une interview de 2009, Martin Malik explique que cette confusion était devenue problématique, notamment lorsque des journalistes avaient contacté Future Games en demandant à s'adresser à Unknown Identity (qu'ils croyaient être le développeur) et refusaient de croire les explications du directeur de Future Games sur le véritable rôle de son studio. Pour retrouver de la visibilité, Unknown Identuty a fusionné avec Future Games et leur logo a été éliminé lors de la sortie des jeux suivants.

### Peregrius
Parallèlement à sa collaboration avec Unknown Identity, Future Games a commencé à travailler à partir de 2005 avec une petite équipe du nom de « Peregrius », comprenant le game designer Pavel Černohous. Contrairement à Unknown Identity, spécialisée dans des scénarios d'enquête liés à un ou plusieurs meurtres, Peregrius préfère les scénarios basés sur des mondes fantastiques et empreints de poésie. En 2005, l'équipe commence le projet Ron Loo, un jeu se déroulant dans un univers imaginaire. Toutefois, le projet sera annulé en cours de réalisation. Quelques mois plus tard, l'équipe de Peregrius commence un autre projet avec Future Games, qui s'est concrétisé en 2008 (2009 pour la sortie française) : Tale of a Hero. Ce jeu se déroule à mi-chemin entre un univers réel et imaginaire. Le personnage principal du jeu, Olaf, est un humain, mais la magie est omniprésente dans les aventures du héros.

## Moteur AGDS
Pour le développement de Black Mirror, Future Games a préalablement créé un nouveau moteur de jeu, nommé AGDS (Advanced Graphic Development System). Ce moteur graphique rend un univers typique du jeu d'aventure en 2.5D, avec des décors constitués d'images en 2D, des petites animations (pluie, oiseaux, vent dans des feuilles d'arbre...) qui se chargent par-dessus les décors avec l'illusion du réel, et des personnages en 3D qui peuvent se déplacer dans les décors de façon réaliste (le personnage apparaît plus grand s'il arrive au premier plan du décor par exemple). Le moteur AGDS propose donc au joueur une perspective à la 3e personne. Le moteur supporte aussi l'incorporation de cinématiques.
Black Mirror utilise la première version du moteur, avec une résolution maximale de 800 × 600 pixels, et des personnages au visage peu détaillé. NiBiRu, 2e jeu de la société à utiliser l'AGDS, a été réalisé avec la deuxième version du moteur, dont la principale différence pour le joueur est la nouvelle résolution maximale en 1 024 × 768 pixels, à l'origine de décors de meilleure qualité. Reprobates utilise la 3e version du moteur, dont la gestion du 3D a été complètement modifiée, permettant d'avoir des perspectives en plongée ou en contre-plongée par exemple, avec des personnages en 3D beaucoup plus détaillés. Future Games a, depuis, développé une 4e et une 5e version de l'AGDS,, la principale caractéristique de cette dernière version étant d'être multi-plateforme, permettant ainsi de rendre les jeux compatible PC, Mac, Nintendo et Xbox. Le moteur inclut deux modes d'affichage en 16 et 32 bits, le premier étant destiné aux ordinateurs de faibles capacités, le deuxième étant destiné aux systèmes tels Windows XP, ou plus récents.
La programmation avec l'AGDS se fait en langage C, et utilise une interface WYSIWYG, permettant au programmeur de travailler directement sur les graphismes tels qu'ils apparaitront dans le jeu, plutôt que de taper des lignes de code et de vérifier seulement ensuite si le résultat est correct. Le moteur AGDS inclut un outil d'édition de modèles 3D compatible avec 3DS Max, Maya, XSI et Blender. Ainsi, les modèles 3D peuvent être créés avec ces logiciels pour être ensuite intégrés dans un jeu utilisant le moteur AGDS, et inversement : des modèles créés avec AGDS peuvent être exportés pour ces quatre logiciels.